# 香港都會大學（肇慶）
香港都會大學（肇慶），簡稱港都大（肇慶），位於中國广东省肇庆市，是香港都会大学与肇庆学院曾计划筹办的一所内地与香港合作办学机构，拟建于肇庆新区。

## 歷史
經長時間與广东肇慶市政府磋商，於2020年4月22日上午通過視頻連線的方式，香港公开大學与肇庆市及肇庆学院遠程簽署合作辦學協議。根據協議，肇慶市人民政府、香港公开大學和肇慶學院三方將在肇慶新區共同籌辦具有獨立法人資格的香港公开大學（肇慶）。校園選址在肇慶新區，佔地約2500畝，其中建設用地約500畝。學校將定位為一所應用型的教學研究綜合大學，主要專業課程採用英語教學。學校將分階段招生，辦學首四年計劃共招收約4000名學生，再按階段逐步發展至在校學生約10000名。
公开大学更名都会大学后，项目名亦变更为香港都会大学（肇庆）。但因嚴重特殊傳染性肺炎疫情等原因，项目筹备工作停滞。2024年6月29日，香港都會大學校長林群聲接受電視台節目訪問，表示因疫情後當地經濟有變，学校已擱置肇慶建分校的計劃。